# Brickleberry
Brickleberry é uma série de desenho animado estadunidense criada por Roger Black e por Waco O'Guin para o Comedy Central. Sua estreia ocorreu numa terça, 25 de setembro de 2012. A animação que é voltada para o público adulto traz um estilo com influências de séries da Fox como "Uma Família da Pesada", "Bob's Burgers", e "The Cleveland Show" e isso não é mera coicidência. "Brickleberry" é uma produção do Comedy Central em parceria com a Fox 21, empresa do grupo Twentieth Century Fox Television. Curiosamente, em 2010, o canal Fox chegou a encomendar a produção de um episódio piloto da animação, no entanto, na época, o projeto foi rejeitado pela emissora

## A série
Brickleberry gira em torno de um grupo de guardas florestais atrapalhados que dão o pior de si para manter o parque em funcionamento. Para salvá-lo de ser fechado, é contratado uma nova guarda, Ethel. Vinda do Parque Nacional de Yellowstone, ela tem como objetivo transformar o Brickleberry em um local lucrativo e organizado.

## Brasil
No Brasil, a série estreou em 17 de fevereiro de 2013 no canal FX.

## Elenco

### Personagens principais
- Steve Williams (David Herman) - Steve é o funcionário do mês de Brickleberry que não faz nada para merecer este título. Ele é bobo, atrapalhado, nunca consegue fazer nada direito e sempre toma as piores decisões possíveis. Seu melhor pior momento foi quando ele resolveu cruzar um esquilo com um coelho na intenção de criar a espécie mais fofa do mundo e acabou gerando uma praga que quase destruiu o parque de Brickleberry.
- Ethel Anderson (Kaitlin Olson) - Ethel é a novata que chega ao parque querendo mostrar serviço de verdade, mas logo entra no clima maluco do local. Ela tem um leve problema com bebidas alcoólicas e logo no primeiro episódio pilota um helicóptero bêbada, mata um jardineiro latino e destrói um orfanato.
- Woodrow "Woody" Johnson (Tom Kenny) - Woody é o chefe do parque, também não é um exemplo a ser seguido. Ele é mandão, egoísta e não pensa duas vezes antes de fazer algo que seja para seu próprio benefício, mesmo que isto signifique acabar com o meio ambiente. Um grande exemplo disso é o episódio em que ele põe fogo no parque de Brickleberry só para apagar o incêndio na frente de seu supervisor e sair bancando o herói.
- Denzel Jackson (Jerry Minor) - Denzel é o único representante negro a quilômetros de distância. Ele não gosta que façam piadas e comentários racistas, mas vive reforçando os piores estereótipos a todo o momento. O politicamente incorreto impera quando ele está por perto e o seu melhor momento foi quando ele e Steve trocaram de pele e puderam ver como os preconceitos existem em ambos os lados. E ele gosta de ter relações sexuais apenas com mulheres idosas.
- Connie Cunaman (Roger Black) - Connie é lésbica e nutre uma paixonite pela colega de trabalho, a quem ela vive observando e roubando peças íntimas para cheirar. Seu momento de destaque é quando ela lança uma bomba gay no parque e todo mundo começa torcer para o outro time, inclusive ela, que vira hétero e perde a chance de se divertir com Ethel.
- Malloy (Daniel Tosh) - Malloy é um filhote de urso pardo que tinha tudo para ser fofinho, mas se envolve com drogas, apostas, estupradores,  transplantes ilegais de órgãos, prostituição e tudo de errado que você possa imaginar.

### Personagens recorrentes
- Bobby Possumcods (Waco O'Guin) - Bobby é um caipira que vive no parque. Ele é cara que ama os animais, as pessoas falam que ele ama um pouco demais.
- Bodean (Roger Black) - É o parceiro de Bobby. Apesar da sua aparência de retardado, tem opiniões bem realistas.
- Firecracker Jim (Roger Black) - Jimmy Bombinha é o especialista em explosivos e fogos de artifício que não tem mãos e nem pés. Ele se desloca de um lado para o outro rolando pelo chão.
- Dr. Kuzniak (Tom Kenny) - O médico de Brickleberry. Seus métodos de exercer a medicina são pouco ortodoxos. Recorrentemente ele faz abortos e vende tacos ao mesmo tempo.
- Jorge (David Herman) - É o dono do bordel local.
- O Urso Flamey (Maurice LaMarche) - É o ídolo de Steve. Em um dos episódios ele vai a Brickleberry e Steve fica encarregado de evitar que ele se meta em confusão.
- Jonah Williams (Phil LaMarr) -

### Personagens secundários
- Governadora Nina Melcher (Janell Cox) - É a governadora do Estado. Ela é dura na queda, e Woody sente isso na pele. Após ofendê-la, Woody se vê no meio de uma auto-estrada, construída por ela, como retaliação por sua ofensa.
- "Frozen Toes" Carruthers (John DiMaggio) -
- Bosco (Mark Hamill) -
- Warden Tiny Smalls (Carlos Alazraqui) -
- Magnus Blickensderfer (John DiMaggio) - Ginasta suíço contratado por Woody para competir nos Jogos Florestais, mas que se revela um terrorista.
- John Radcliff (John DiMaggio) -
- Duke Dick (John DiMaggio) -
- Todd Rollin (John DiMaggio) -
- Brant (David Herman) -
- Stephanie Bridges (David Herman) -
- Sandy Berkman (Tara Strong) -
- Dottie/Rakshapani (Sheetal Sheth) -
- Viggo Mortensen - Ator favorito do Steve, aparece em alguns episódios em cartazes e recordações, uma das aparições dele é no episódio "Scared Straigh" em que ele tenta impedir um casamento gay
- Myrtle (Tara Strong) -

### Dubladores brasileiros
- Steve Williams - Reginaldo Primo
- Ethel Anderson - Angélica Borges
- Woody Johnson - Sérgio Stern
- Denzel Jackson - Airam Pinheiro
- Connie Cunaman - Marcelo Sandryni
- Malloy - Ronaldo Júlio
- Locutor: Alfredo Martins / Maurício Berger
- Estúdio de Dublagem: Voice Brazil (1ª temporada)/ Gigavoxx (2ª temporada-3ª temporada)